# نیکلاس دی
نیکلاس دی (انگلیسی: Nicholas Day؛ زادهٔ ۱۶ اکتبر ۱۹۴۷) بازیگر اهل بریتانیا است. وی از سال ۱۹۶۹ میلادی تاکنون مشغول فعالیت بوده‌است.
از فیلم‌ها یا برنامه‌های تلویزیونی که وی در آن نقش داشته‌است، می‌توان به کاسه طلایی، عروسک‌های روسی، لطف حیرت‌آور، مرد گرگ‌نما، بازرس فویل، مارگارت و پوآرو اشاره کرد.